# 墨菲岩
墨菲岩（英語：Murphy Rocks）是南極洲的岩石，位於瑪麗伯德地，處於韋斯特山東南面22公里，屬於福特山脈的一部分，由美國研究隊繪入地圖，現時由南極條約體系管理。